# Lista de evangelhos
Nessa lista estão relacionados textos que descrevem os ensinamentos ou fatos da vida (e ressurreição) de Jesus e não evangelhos em seu sentido etimológico (Boa nova).
O Novo Testamento contém os quatro evangelhos canônicos, que são aceitos como os únicos autênticos pela grande maioria dos cristãos, mas muitos outros existem, ou existiram, e são chamados de Apócrifos do Novo Testamento. Alguns deles deixaram traços consideráveis nas tradições cristãs, incluindo a iconografia.

## Evangelhos canônicos
Artigo principal: Evangelhos canônicos
Ver também: Cânon bíblico e Desenvolvimento do cânone do Novo Testamento.
- Evangelhos Sinópticos: Contém uma grande quantidade de histórias em comum, na mesma sequência, e algumas vezes utilizando exatamente a mesma estrutura de palavras[2].
  - Evangelho segundo Mateus: Trata-se de um texto muito alinhado com o judaísmo do primeiro século, e tem sido associado aos evangelhos judaico-cristãos; ressalta como Jesus teria cumprido as profecias judaicas. Enfatiza a obediência e a preservação da lei bíblica.

Alguns estudiosos acreditam que foi composto na parte final do primeiro século por um judeu cristão, entre a queda de Jerusalém e o período no qual, Inácio de Antioquia escreveu a Epístola aos Esmirniotas (em torno de 115 DC), que menciona a "Parábola das Bodas".
Costuma ser dividido em cinco seções distintas: o Sermão da Montanha (cap. 5, 6 e 7), as Instruções para a missão aos doze apóstolos (cap 10), o Discurso das Parábolas (cap. 13), instruções para a comunidade (cap. 18), o Sermão do Monte das Oliveiras (caps. 24-25).
- - Evangelho segundo Marcos: Muitos estudiosos acreditam que esse foi o primeiro evangelho canônico a ser escrito (ver: Prioridade de Marcos);

-   - Acréscimo a Marcos: Muitos estudiosos afirmam que os versículos 9 a 20 do Capítulo 16 do Evangelho Segundo Marcos não estavam na versão original do texto.

- - Evangelho segundo Lucas: A obra tem uma ênfase especial sobre a oração, a atividade do Espírito Santo, a alegria e o cuidado de Deus para com os pobres, as crianças e as mulheres[6]. Apresenta Jesus como o Filho de Deus, mas volta sua atenção especialmente para a humanidade d'Ele, com Sua compaixão para com os fracos, os aflitos e os marginalizados[7].

- Evangelho segundo João: Contém uma perspectiva substancialmente diferente da empregada nos evangelhos sinópticos.

## Evangelhos apócrifos
Artigo principal: Apócrifos do Novo Testamento

### Evangelhos gnósticos
Artigo principal: Evangelhos Gnósticos
- Evangelho de Tomé (também conhecido como Evangelho copta de Tomé), trata-se de uma lista de 114 ditos atribuídos a Jesus, tendo sido o texto completo, encontrado em 1945 na Biblioteca de Nague Hamadi[8];
- Evangelho de Marcião - data da metade do século II, utilizado pelos marcionistas;
- Evangelho de Basílides - trata-se de uma versão gnóstica da harmonia evangélica, composta no Egito, entre 120 e 140 DC;
- Evangelho da Verdade (Valentiniano) - escrito entre 140 e 180 DC. Em 1945, foi encontrado um texto quase completo na Biblioteca de Nague Hamadi[9];
- Evangelho dos quatro reinos celestes - escrito em meados do Século II, considerado uma cosmologia gnóstica, provavelmente na forma de um diálogo entre Jesus e seus discípulos. Sua autoria era atribuída a Simão Mago;
- Evangelho de Maria - escrito no Século II;
- Evangelho de Judas - escrito no Século II, conta a versão de Judas Iscariotes sobre a crucificação de Jesus, segundo a qual, Judas traiu Jesus apenas para cumprir um mandamento do próprio Salvador;
- Evangelho Grego dos Egípcios - escrito no segundo quarto do Século II, bastante distinto do Livro Sagrado do Grande Espírito Invisível, os fragmentos de texto conhecidos são um diálogo entre o discípulo Salomé e Jesus, no qual Salomé perguntou: "Por quanto tempo a morte prevalecerá?", e Jesus respondeu: "Enquanto as mulheres tiverem filhos";
- Evangelho de Filipe, À semelhança do Evangelho de Tomé, é um evangelho de ditos, ou seja, uma coleção de sentenças atribuídas a Jesus. Segundo Elaine Pagels trata-se de uma obra identificada com as teses defendidas pela seita gnóstica valentiana[10];
- Evangelho da Perfeição, escrito no Século IV, era adotado pela seita dos Ofitas[11].
- Evangelho Copta dos Egípcios - também chamado de Livro Sagrado do Grande Espírito Invisível, era adotado pelos Setianistas[12] [13].